# Janowo (rejon werenowski)
Janowo (biał. Янова; ros. Яново) – chutor na Białorusi, w obwodzie grodzieńskim, w rejonie werenowskim, w sielsowiecie Konwaliszki, w pobliżu granicy z Republiką Litewską. 

## Historia
W czasach zaborów w powiecie oszmiańskim, w guberni wileńskiej Imperium Rosyjskiego
Po I wojnie światowej weszło w skład okręgu wileńskiego Zarządu Cywilnego Ziem Wschodnich. W latach 1920–1922 na terenie Litwy Środkowej, a następnie do 1939 w Polsce, w województwie wileńskim.
W latach 1921–1945 kolonia leżała w Polsce, w województwie wileńskim, w powiecie oszmiańskim, w gminie miejskiej Oszmiana.
W 1931 w 1 domu zamieszkiwało 6 osób.
Wierni należeli do parafii rzymskokatolickiej w Konwaliszkach. Miejscowość podlegała pod Sąd Grodzki w Holszanach i Okręgowy w Wilnie; właściwy urząd pocztowy mieścił się w Dziewieniszkach.
Przez cały ten okres, podobnie jak w czasach zaborów, miejscowość administracyjnie przynależała do powiatu oszmiańskiego i gminy Dziewieniszki. 
Po II wojnie światowej w granicach Związku Sowieckiego. Od 1991 w niepodległej Białorusi.